# Comerica Bank Tower
Comerica Bank Tower je mrakodrap v Dallasu. Má 60 podlaží a výšku 240 metrů, je tak 3. nejvyšší mrakodrap ve městě. Byl dokončen v roce 1987 podle projektu, který vypracovaly společnosti Johnson/Burgee Architects a HKS, Inc. Budova disponuje prostory o celkové výměře 142 233 m2 a je ve vlastnictví společnosti Metropolitan Real Estate Investors, která ji v roce 2006 koupila za 216 milionů dolarů.